# عديم الكيس مارغريتي
عديم الكيس مارغريتي أو وزغة ورقية الأصابع مارغريتية (الاسم العلمي: Asaccus margaritae)، نوع من السحالي المنتمية إلى فصيلة ورقيات الأصابع. إنهُ مستوطن في شبه الجزيرة العربية ويوجد في الإمارات العربية المتحدة وسلطنة عمان. وصف لأول مرة في عام 2016.
اسم النوع مُهدى للباحثة في علم الزواحف مارغريتا ميتالينو التي قضت في حادث أليم أثناء عملها الميداني في البرية في إفريقيا في الثاني من يوليو 2015. وكان لها مجهود كبير في العمل على الوزغات العربية وخاصة جنس عديم الكيس.